# Felix Mambimbi
Felix Khonde Mambimbi (* 18. Januar 2001 in Freiburg im Üechtland) ist ein Schweizer Fussballspieler. Der flexible Offensivspieler steht beim französischen Erstligisten Le Havre AC unter Vertrag und ist ehemaliger Juniorennationalspieler.

## Karriere

### Verein
Mambimbi wuchs im Freiburger Stadtteil Schönberg auf und begann beim lokalen FC Schönberg mit dem Fussballspielen. Über das Team AFF kam er im Jahr 2014 in die Nachwuchsabteilung des BSC Young Boys aus Bern. Im Jahr 2017 spielte er erstmals für die U17-Mannschaft der Young Boys in der Swiss U17 Elite League. In der folgenden Saison 2017/18 bestritt er Spiele für die U18 und im späteren Verlauf auch für die U21 in der vierthöchsten Schweizer Spielklasse. Die folgende Spielzeit 2018/19 verbrachte er bereits fest bei der U21, stand aber auch fünf Mal bei der ersten Mannschaft im Spieltagskader bei Ligaspielen. Sein Debüt in der höchsten Schweizer Spielklasse gab er am 17. Februar 2019 (21. Spieltag) beim 2:0-Heimsieg gegen den FC Zürich, als er in der 89. Spielminute für Nicolas Moumi Ngamaleu eingewechselt wurde. In der verbleibenden Saison kam er in einem weiteren Super-League-Spiel zum Einsatz und erzielte in 21 Ligaeinsätzen der U21 als Flügelspieler zwei Tore.
Zur Saison 2019/20 wurde er in das Kader der ersten Mannschaft befördert, kam aber vorerst weiterhin hauptsächlich für die U21 zum Einsatz. Im August 2019 erzielte er in den ersten vier Ligaspielen der U21 zehn Tore, darunter einen Fünferpack beim 8:3-Heimsieg gegen den FC Martigny-Sports. In der ersten Mannschaft gelang ihm gleichzeitig der Sprung in die Rotation des Cheftrainers Gerardo Seoane. Am 10. September 2019 wurde sein Vertrag bei den Young Boys bis Juni 2022 verlängert. Am 19. Oktober 2019 (11. Spieltag) erzielte er beim 4:1-Heimsieg gegen Neuchâtel Xamax sein erstes Super-League-Tor. Insgesamt kam er in dieser Saison zu 17 Einsätzen in den 36 Meisterschaftsspielen der ersten Mannschaft. Sechs Mal stand er in der Startformation und spielte ein Mal davon durch, elf Mal wurde er eingewechselt, 10 Mal sass er lediglich auf der Ersatzbank, ohne eingesetzt zu werden, fünf Mal wurde er nicht aufgeboten, und vier Mal fehlte er verletzungshalber.
In der Saison 2020/21 kam Mambimbi zu 31 Einsätzen in den 36 Meisterschaftsspielen, wobei er in 17 davon in der Startformation stand und in zwei davon durchspielte. In zwei weiteren Spielen sass er ohne Einsatz auf der Ersatzbank, lediglich in drei wurde er nicht aufgeboten. Er erzielte sechs Tore. Am 24. August 2021 gelang ihm in der Qualifikation zur UEFA Champions League der siegbringende Treffer zum 3:2 bei Ferencváros Budapest. In der Saison 2021/22 kam er zu 25 Einsätzen in den 36 Meisterschaftsspielen. Davon stand er in elf Spielen in der Startformation und spielte in vier davon durch. In fünf weiteren Spielen sass er lediglich auf der Ersatzbank, ohne eingewechselt zu werden, in sechs fehlte er verletzt. Er erzielte drei Tore. In der Saison 2022/23 sass er noch während drei Spielen auf der Ersatzbank, ohne eingewechselt zu werden, dann lieh ihn der BSC Young Boys bis Ende Saison ohne Kaufoption an den niederländischen Club SC Cambuur aus Leeuwarden aus.
Im September 2023 verpflichtete ihn der Ligakonkurrent FC St. Gallen und stattete ihn mit einem Vertrag bis 2025 aus. Bei den Espen kam Mambimbi in den folgenden beiden Jahren über den Status eines Ergänzungsspielers jedoch nicht dauerhaft hinaus und bestritt in den Spielzeiten 2023/24 und 2024/25 insgesamt 40 Ligaspiele mit der Mannschaft, davon lediglich zehn in der Startaufstellung. Im Sommer 2025 verließ er St. Gallen.
Stattdessen wechselte er zur Saison 2025/26 nach Frankreich und schloss sich dem dortigen Erstligisten Le Havre AC an.

### Nationalmannschaft
Felix Mambimbi absolvierte von September 2015 bis Mai 2016 fünf Freundschaftsländerspiele für die Schweizer U15-Nationalmannschaft. Von September 2016 bis Mai 2017 war er neun Mal für die U16 im Einsatz und erzielte in diesen Spielen einen Treffer.
Ab August 2017 lief Mambimbi für die U17 auf. Im Mai 2018 nahm er mit ihr an der U17-Europameisterschaft in England teil. Im zweiten Gruppenspiel gegen Israel steuerte er zum 3:0-Sieg zwei Tore bei, und beim 1:0-Sieg gegen den Gastgeber England im dritten Gruppenspiel traf er erneut. Trotz zwei Siegen gelang der Aufstieg in die Finalrunde nicht, und die Schweiz schied als Dritter aus. Mit dem Aus in diesem Turnier endete Mambimbis Laufbahn in der U17 mit fünf Toren in 12 Einsätzen.
Zwischen September 2019 und Februar 2020 war er U19-Nationalspieler. Zwischen Oktober 2020 und September 2022 spielte er in insgesamt 19 Partien für die Schweizer U21-Auswahl und nahm mit ihr an der U21-Europameisterschaft 2021 teil, bei der die Mannschaft in der Vorrunde ausschied.

## Titel und Erfolge
BSC Young Boys
- Schweizer Meister 2019, 2020 und 2021
- Schweizer Cupsieger 2020